# لورانس براون
لورانس براون (بالإنجليزية: Lawrence Brown)‏ هو عازف جاز أمريكي، ولد في 3 أغسطس 1907 في لورانس في الولايات المتحدة، وتوفي في 5 سبتمبر 1988 في لوس أنجلوس في الولايات المتحدة.

## وصلات خارجية
- لورانس براون على موقع IMDb (الإنجليزية)
- لورانس براون على موقع ميوزك برينز (الإنجليزية)
- لورانس براون على موقع أول ميوزيك (الإنجليزية)
- لورانس براون على موقع ديسكوغز (الإنجليزية)